# Carlos Casares Mouriño
Carlos Casares Mouriño (Ourense, 24 de agosto de 1941 – Vigo, 9 de março de 2002) foi um escritor galego.